# Декларация о соответствии
Декларация о соответствии — документ, в котором производитель удостоверяет, что поставляемая им продукция соответствует требованиям нормативных документов.
Отличия декларации о соответствии от сертификата соответствия следующие.
- Декларация о  соответствии оформляется в обязательном порядке на продукцию,  указанную в перечне к Техническим Регламентам. Оформить декларацию о соответствии на продукцию, не указанную в «Едином перечне продукции, подтверждение соответствия которой осуществляется в форме принятия декларации о соответствии», нельзя[1].
- Для декларирования соответствия продукции не предусмотрено бланка установленного образца. Декларация о соответствии оформляется на листе формата А4 и заверяется печатью организации-заявителя[2]. Есть уже определенный бланк для сертификации и декларации.
- Ответственность за сведения, указанные в декларации о соответствии, несет организация-заявитель, в то время как за сведения, указанные в сертификате соответствия (как обязательном, так и добровольном), ответственность несет орган по сертификации, выдавший сертификат[2].

## Декларации о соответствии в России
Продукция, подлежащая декларированию соответствия, указана в Постановлении Правительства РФ № 2425 от 23 декабря 2021 года «Об утверждении единого перечня продукции, подлежащей обязательной сертификации, и единого перечня продукции, подлежащей декларированию соответствия, внесении изменений в постановление Правительства Российской Федерации от 31 декабря 2020 г. N 2467 и признании утратившими силу некоторых актов Правительства Российской Федерации».
Продукция, подлежащая декларированию соответствия в рамках таможенного союза, указана в документе "Единый перечень продукции, подлежащей обязательной оценке (подтверждению) соответствия в рамках Таможенного союза с выдачей единых документов" .
При разработке декларации о соответствии можно руководствоваться ГОСТ Р 56532-2015 Оценка соответствия. Рекомендации по принятию декларации о соответствии продукции установленным требованиям
Декларация о соответствии регистрируется аккредитованным органом по сертификации в соответствии с кодом ОКП, присвоенным данной продукции. Основанием для регистрации декларации о соответствии служит какой-либо из следующих документов:
- свидетельство о государственной регистрации;
- сертификат пожарной безопасности;
- регистрационное удостоверение Министерства здравоохранения РФ.

Информация, отражаемая в декларации о соответствии:
- наименование и адрес производителя;
- наименование нормативного документа (ГОСТ), на соответствие требованиям которого подтверждается продукция;
- номер протокола лабораторных испытаний;
- срок действия декларации соответствия.

Аккредитованный орган по сертификации, где регистрируется декларация о соответствии, присваивает ей регистрационный номер, который содержит код органа по сертификации и порядковый номер самой декларации соответствия.
Проверить подлинность декларации о соответствии таможенного союза (ЕАС) можно в едином реестре зарегистрированных деклараций о соответствии Таможенного союза .
Декларация о соответствии имеет юридическую силу наравне с сертификатом соответствия и действует на всей территории РФ.

## Декларация соответствия в Европейском Союзе (CE Mark)
Если продукция подпадает под «Директивы Нового подхода», то производитель на территории стран Евросоюза в обязательном порядке обязан выпустить декларацию соответствия (независимо от того, следует ли привлекать третью независимую сторону для доказательства соответствия). В случаях, когда изготовитель находится не в ЕС, декларацию соответствия выпускает уполномоченный представитель производителя в ЕС.
Не следует путать со знаком CE (China export).

### Декларация соответствия на материалы, контактирующие с пищей
С 1 января 2013 года ввоз на территорию ЕС материалов, контактирующих с пищей, без декларации соответствия невозможен (согласно ст. 22 Регламента Комиссии ЕС № 10/2011.
Регламент EC № 1935/2004 говорит о том, что материалы и товары должны подтверждаться «письменной декларацией, утверждающей соответствие правилам… Соответствующая документация должна иметься в наличии для того, чтобы продемонстрировать подобное соответствие».
Регламент Комиссии EC № 450/2009 оговаривает правила оборота на рынке активных и интеллектуальных материалов и товаров, предназначенных для контакта с пищей:

На всех стадиях реализации… активные и интеллектуальные вещества и товары… должны сопровождаться письменной декларацией…
Декларация… должна быть выдана бизнес-оператором и содержать информацию, указанную в Приложении II…
Соответствующие документы, демонстрирующие, что активные и интеллектуальные материалы… соответствуют требованиям настоящего Регламента, бизнес-оператор должен предоставлять компетентным органам государств-членов ЕС по их запросу. Подобные документы должны содержать информацию о соответствии требованиям и эффективности… материалов или товаров, условия и результаты проведенных исследований или расчетов или других исследований, а также доказывать безопасность…

Приложение II к указанному Регламенту устанавливает требования к информации, которая должна содержаться в декларации соответствия. Декларация должна включать следующее:
- название и адрес бизнес-оператора, выдавшего декларацию соответствия;
- название и адрес бизнес-оператора, который произвел или импортировал активные и интеллектуальные материалы и товары или компоненты;
- названия активных или интеллектуальных материалов и товаров или компонентов;
- дату декларации;
- подтверждение того, что активные или интеллектуальные материалы или товары соответствуют требованиям, изложенным в регламентах;
- информацию в отношении веществ, являющихся компонентами, в отношении которых существуют ограничения, действующие в ЕС;
- информацию о соответствии требованиям и эффективности активных или интеллектуальных материалов или товаров;
- спецификацию по применению компонентов (группы материалов и товаров, в которые данный компонент может быть добавлен или включен; условия использования, необходимые для достижения предназначенного эффекта и пр.);
- спецификацию по применению материалов или товаров (типы пищи, предназначенные для потенциального контакта; время, температура обработки и хранения при контакте с пищей; соотношения площади поверхности, контактирующей с пищей, и объема, использованного для установления соответствия материала или товара и пр.).